# Andrew Macdonald
Ne doit pas être confondu avec Andrew MacDonald.
Andrew Macdonald est un producteur et producteur exécutif écossais né à Glasgow en 1966.
Il est le petit-fils du réalisateur, scénariste et producteur hongro-britannique Emeric Pressburger et le frère de Kevin Macdonald, réalisateur, notamment, du Dernier Roi d'Ecosse (2006) et Jeux de Pouvoir (2009).
Il s'est souvent associé avec Danny Boyle sur les films Petits meurtres entre amis, Trainspotting, 28 jours plus tard, La Plage ou encore Sunshine. Il a travaillé (comme producteur) sur Dredd en 2012.
Il est le fondateur et dirigeant de la société de production DNA Films.

## Filmographie
- 2017 : T2 Trainspotting de Danny Boyle
- 2022 : Men d'Alex Garland
- 2024 : Shōgun (série TV)
- 2024 : Civil War d'Alex Garland
- 2025 : Warfare de Ray Mendoza et Alex Garland
- 2025 : 28 Ans plus tard (28 Years Later) de Danny Boyle
- 2026 : 28 Years Later: The Bone Temple de Nia DaCosta